# Musculus transversus auricularis
A musculus transversus auricularis egy apró fülizom.

## Eredés, tapadás, elhelyezkedés
A fülkagyló (concha auricularis) hátsó részén található és a antihelixen tapad. Ferdén fut.

## Funkció
A fülkagyló apró mozgatása.

## Beidegzés, vérellátás
A nervus facialis nervus auricularis posterior nevű ága idegzi be. A fülizmokat az arteria occipitalis ramus auricularis arteriae occipitalis nevű ága, az arteria auricularis posterior és ennek egy apró ága, az ramus auricularis arteriae auricularis posterioris, valamint az arteria temporalis superficialis ramus auriculares anteriores arteriae temporalis superficialis nevű ága látja el vérrel.